# Jimmy Kimmel
James Christian Kimmel (sinh ngày 13 tháng 11 năm 1967), thường được biết đến với nghệ danh Jimmy Kimmel, là một nam người dẫn chương trình truyền hình, nghệ sĩ hài, nhà văn kiêm nhà sản xuất truyền hình người Mỹ. Ông được biết đến khi đảm nhiệm vai trò người dẫn chương trình kiêm nhà sản xuất cho Jimmy Kimmel Live!, một chương trình trò chuyện đêm khuya của đài ABC, lần đầu phát sóng năm 2003.

## Truyền hình và điện ảnh

### Điện ảnh
| Năm  | Tựa đề                                 | Vai diễn                              | Chú thích           |
| ---- | -------------------------------------- | ------------------------------------- | ------------------- |
| 2000 | Down to You                            | Chính mình                            |                     |
| 2000 | Road Trip                              | Corky (lồng tiếng)                    |                     |
| 2002 | Like Mike                              |                                       |                     |
| 2003 | Windy City Heat                        | Chính mình                            | Biên kịch, sản xuất |
| 2004 | Garfield: The Movie                    | Spanky (lồng tiếng)                   |                     |
| 2005 | The Aristocrats                        | Chính mình                            | Vai khách mời       |
| 2008 | Hellboy II: The Golden Army            | Chính mình                            | Vai khách mời       |
| 2012 | Project X                              | Chính mình                            | Vai khách mời       |
| 2013 | The Smurfs 2                           | Passive Aggressive Smurf (lồng tiếng) |                     |
| 2015 | Pitch Perfect 2                        | Chính mình                            | Vai khách mời       |
| 2015 | Ted 2                                  | Chính mình                            | Vai khách mời       |
| 2015 | Miss Famous                            | Mr. Chipmunk                          | Phim ngắn           |
| 2017 | The Boss Baby                          | Ted Templeton (lồng tiếng)            |                     |
| 2017 | Sandy Wexler                           | Chính mình                            | Vai khách mời       |
| 2017 | The Heyday of the Insensitive Bastards |                                       | Hậu kỳ              |